# Fritz von Opel
Pour les articles homonymes, voir Famille Opel.
 (décembre 2021).
Si vous disposez d'ouvrages ou d'articles de référence ou si vous connaissez des sites web de qualité traitant du thème abordé ici, merci de compléter l'article en donnant les références utiles à sa vérifiabilité et en les liant à la section « Notes et références ».
En pratique : Quelles sources sont attendues ? Comment ajouter mes sources ?
Fritz Adam Hermann Opel (von Opel depuis 1918), né le 4 mai 1899 à Rüsselsheim et mort le 8 avril 1971 à Samedan, est le petit-fils d'Adam Opel, fondateur de la société Opel. Il est principalement connu pour ses démonstrations spectaculaires de systèmes de propulsions par fusée, qui lui valurent le surnom de « Rocket Fritz ».

## Biographie
Fritz Adam Hermann Opel était le fils unique de Wilhelm von Opel, et le petit-fils d'Adam Opel. Il est né à Rüsselsheim et il étudia à l'université technique de Darmstadt. Après son diplôme, il devint directeur des tests chez Opel, et fut chargé de la publicité. Dans les années 1920, il s'intéressa à l'utilisation de fusées pour des cascades publicitaires, et entra en contact avec Max Valier de la nouvellement créée Verein für Raumschiffahrt (VfR) et Friedrich Sander (en), un fabricant de produits pyrotechniques de Bremerhaven.
En 1922, il remporta la première édition de la Course de l'Eifel, avec son cousin germain Hans, du même âge que lui.
Fritz von Opel était le petit-fils d'Adam Opel et le fils de Wilhelm von Opel. Sa sœur était Elinor von Opel, une cousine Georg von Opel. Lorsque son père Wilhelm a été élevé à la noblesse héréditaire en 1917, ses descendants ont également été anoblis. En 1929, il épousa sa première femme Margot Löwenstein et, après le divorce, sa seconde épouse en 1947, Emita Herrán Olozaga, fille du diplomate Rafael Bernando Herrán Echeverri et de sa femme Lucia Olozaga. Ce mariage a donné naissance à deux enfants, Frederick von Opel, dit Rikky (* 1947), et Marie Christine von Opel, dite Putzi (1951-2006).
Jusqu'en 1928, il était associé de la société Adam Opel, jusqu'alors une société en commandite familiale. En décembre 1928, la société a été convertie en société par actions, mais déjà en mars 1929, 80% des actions ont été vendues à la General Motors Corporation des États-Unis. Les héritiers Opel ont reçu 120 millions de Reichsmarks en retour. Quelques années plus tard, Adam Opel AG appartenait entièrement à General Motors. Fritz von Opel a investi une partie de sa grande fortune aux États-Unis, où elle a été confisquée pendant la guerre.
Von Opel a connu un grand succès dans différents types de sports automobiles, entre autres, il a remporté la course inaugurale sur le circuit AVUS de Berlin le 24 septembre 1921 sur une voiture de course Opel 8/25 ch avec un moteur quatre cylindres de 2,3 litres, avec une vitesse moyenne 128,84 km/h et établissait également le record du tour du premier week-end de course avec 8 min 14 s. Deux ans plus tard, le 24 juin 1923, il remporte sur la piste AVUS sur une moto Opel 346 cm3 la course organisée par l'Association allemande des motocyclistes DMV avec une vitesse moyenne de 87 km/h. Fritz von Opel était également actif dans les courses de bateaux à moteur où il a par exemple dominé avec son "Opel II", équipé de deux moteurs Maybach Mb IVa de 260 ch chacun, la série d'événements de juillet 1927 sur la Seine à Paris. Il remportait la "Coupe de France", le "Prix du ministre de la Marine française" et enfin le "Trophée de Paris". En Allemagne, il poursuit sa série de victoires en 1927 avec la "Bande bleue du Rhin", la régate ADAC sur le lac de Starnberg et est finalement couronné champion d'Allemagne au championnat de bateaux à moteur ADAC sur Templiner See.
Fritz von Opel a contribué à populariser les fusées comme moyen de propulsion pour les véhicules. Dans les années 1920, il a lancé avec Max Valier, cofondateur du « Verein für Raumschiffahrt », et Friedrich Wilhelm Sander le premier programme de fusée au monde, Opel-RAK, conduisant à des records de vitesse pour les automobiles, les véhicules ferroviaires et le premier vol habité public propulsé par fusée en septembre 1929. Des mois plus tôt, en 1928, l'un de ses prototypes propulsés par fusée, l'Opel RAK2, piloté par von Opel lui-même sur l'AVUS speedway à Berlin, a atteint une vitesse record de 238 km/h, regardé par 3 000 spectateurs et médias mondiaux, parmi lesquels Fritz Lang, directeur de Metropolis et Woman in the Moon, le champion du monde de boxe Max Schmeling et bien d'autres célébrités du sport et du show-business. Un record du monde de véhicules ferroviaires a été atteint avec RAK3 et une vitesse de pointe de 256 km/h. Après ces succès, von Opel a piloté le premier vol propulsé par fusée public du monde en utilisant Opel RAK.1, un avion-fusée conçu par Julius Hatry.
Opel RAK.1, exposée au musée de la technologie de Mannheim "Technoseum"
Fritz von Opel a enflammé deux fusées de 40 centimètres de long et 6,5 kilogrammes à l'aéroport de Francfort-Rebstock, accélérant l'avion à une bonne centaine de kilomètres par heure. À 15h30 précises, l'avion décolle. Deux autres propulseurs fournissent une poussée supplémentaire totalisant 96 kilogrammes, permettant à l'avion de monter. À une altitude de 20 à 30 mètres, l'avion a atteint une vitesse de pointe de 150 km/h et parcouru une distance d'un peu moins de deux kilomètres. En essayant d'allumer d'autres fusées, le mécanisme a échoué - Fritz von Opel a eu un atterrissage dur au sol après 80 secondes dans les airs, mais est resté indemne. Pour la première fois, un pilote avait réussi devant un large public à décoller en utilisant uniquement la puissance d'une fusée et à passer à une montée suivie d'un vol de campagne. Les médias mondiaux ont rapporté ces efforts, entre autres, comme « La première fusée humaine », y compris UNIVERSAL Newsreel des États-Unis, provoquant comme "Raketen-Rummel" ou "Rocket Rumble" une immense excitation publique mondiale, et en particulier en Allemagne, où entre autres Wernher von Braun a été très influencé : Wernher, 16 ans, était si enthousiaste à propos des manifestations publiques d'Opel RAK, qu'il a construit sa propre voiture-fusée maison, se tuant presque dans le processus, et provoquant une perturbation majeure dans une rue bondée en faisant exploser le wagon-jouet auquel il avait attaché des feux d'artifice. Il a été placé en garde à vue par la police locale jusqu'à ce que son père vienne le faire libérer.
Le 15 mars 1928, Opel testa sa première voiture propulsée par fusée, la RAK.1, et y atteignit une vitesse de pointe de 75 km/h (47 mph), prouvant la faisabilité du concept de propulsion par fusée. Moins de deux mois plus tard, il a atteint une vitesse de 230 km/h (143 mph) dans le RAK.2, propulsé par 24 fusées à combustible solide.
Plus tard la même année, il a acheté un planeur nommé « Lippisch Ente » ( Ente signifie « canard » en allemand) à Alexander Lippisch et y a attaché des moteurs-fusées, créant le premier avion-fusée au monde le 11 juin. L'avion a explosé sur son deuxième vol d'essai, avant Opel avait eu la chance de le pilote lui-même. Il a ensuite commandé un nouvel avion, également appelé RAK.1, de Julius Hatry, et il a volé à Francfort-sur-le-Main le 30 septembre 1929. Entre-temps, un autre incident avait réclamé le RAK.3, une voiture de chemin de fer propulsée par une fusée propulsée par 30 fusées à combustible solide qui avait atteint une vitesse de 254 km/h (157 mph).
Toujours en 1928, Opel a construit et testé une moto propulsée par fusée appelée Monster.
Le film allemand de 1937 Weltraum Schiff I Startet Eine Technische Fantasie présente de courts extraits de divers véhicules RAK : 11 secondes à 436 pieds (environ 04:47) des allumeurs câblés à la voiture Rak.2 ; 2 secondes à 447 pieds (environ 04:58) Max Valier assis dans une voiture RAK.2 étiquetée "RÜCKSTOSS VERSUCHS WAGEN" ; 2 secondes à 451 pieds (environ 05:00) Fritz von Opel assis dans une voiture RAK.2 ; 11 secondes à 460 pieds (environ 05:06) Fritz Von Opel conduit la voiture RAK.2 le 23 mai 1928 sur l'Avus Track à Berlin ; 2 secondes à 472 pieds (05:14) voiture-fusée Opel RAK.3 le 23 juin 1928 circulant sur des voies ferrées ; 19 secondes à 475 pieds (05:16 à 05:35) Planeur-fusée Opel RAK.1 en septembre 1928, préparation et lancement ; 6 secondes à 536 pieds (05:57 à 06:03) Max Valier assis et parlant dans une voiture RAK.6.
Opel et Sander ont également travaillé sur la conception d'un moteur de fusée à combustible liquide. Cela les a mis en concurrence avec des groupes de recherche dirigés par le professeur Hermann Oberth, Wernher von Braun, Johannes Winkler et Arthur Rudolph, qui sont finalement devenus des pionniers clés des fusées. Dès avril 1929, ils testent deux fusées dans lesquelles un "moteur à réaction" alimenté par des combustibles liquides fournit une poussée énorme. Le résultat a été un moteur-fusée qui a développé une poussée continue d'environ 300 kilogrammes sur une durée de combustion d'environ une demi-heure. Les pionniers ont finalement transplanté un moteur de ce type dans un avion léger. Cependant, le vol initialement prévu de Fritz von Opel à travers la Manchen'eut jamais lieu : les essais de fusées Opel prirent fin à l'automne 1929. Fritz von Opel dut interrompre son travail car la Grande Dépression faisait des ravages d'une part et le nouveau propriétaire majoritaire General Motors voulait se concentrer sur l'activité automobile sur L'autre.
Après la fin de la collaboration Opel-RAK avec Opel et Sander, Max Valier a poursuivi les efforts. Passant également des fusées à combustible solide aux fusées à combustible liquide, il est décédé lors des tests et est considéré comme le premier décès de l'ère spatiale naissante.
Von Opel a quitté l'Allemagne avant 1930, d'abord aux États-Unis et finalement en France et en Suisse où il est mort. Il était présent à la Réunion secrète du 20 février 1933 lorsque les industriels allemands ont décidé de soutenir Adolf Hitler, mais n'a pas contribué personnellement aux dons. Sa sœur Elinor von Opel a dû fuir l'Allemagne en 1935 avec ses fils, Ernst Wilhelm Sachs von Opel et Gunter Sachs von Opel, en raison d'une bataille juridique sur son divorce et en raison de son aversion publique pour les dirigeants nazis, amis de son ancien mari Willy Sachs. Les actifs allemands d'Elinor ont été bloqués et confisqués par le gouvernement du Reich allemand.
Le 25 avril 1940, Fritz von Opel est enlevé du paquebot italien Conte di Savoia par les autorités britanniques à Gibraltar. Après avoir été détenu à Gibraltar pendant 16 jours, il a été autorisé à se rendre aux États-Unis, arrivant en mai sur le paquebot italien Rex. Il a été arrêté par le Federal Bureau of Investigations en février 1942, en tant qu'« étranger potentiellement dangereux », bien qu'il ait ensuite été libéré.
En 1947, Opel a épousé Emita Herrán Olózaga (1913-1967) et est devenu le père du pilote de Formule 1 Rikky von Opel (Frederick von Opel), qui est né la même année.
Il est décédé à Samedan en Suisse en 1971.